# Ángel Borlenghi
Ángel Gabriel Borlenghi (Buenos Aires, 18 de marzo de 1906 - Roma, 6 de agosto de 1962) fue un sindicalista y político argentino que se desempeñó como ministro del Interior de la Nación entre 1946 y 1955 bajo la presidencia de Juan D. Perón.
Fue secretario general de la Confederación General de Empleados de Comercio y Ministro del Interior. De ideas socialistas, apoyó a Juan D. Perón y fue el segundo hombre en importancia dentro de su gobierno. Mientras estuvo en el Ministerio integrantes de la Policía Federal que dependía del mismo realizaron reiterados actos de tortura a opositores. Se vio obligado a renunciar y salir del país cuando las fuerzas armadas lo acusaron de haber participado en el acto de la quema de una bandera nacional para comprometer a opositores.

## Biografía

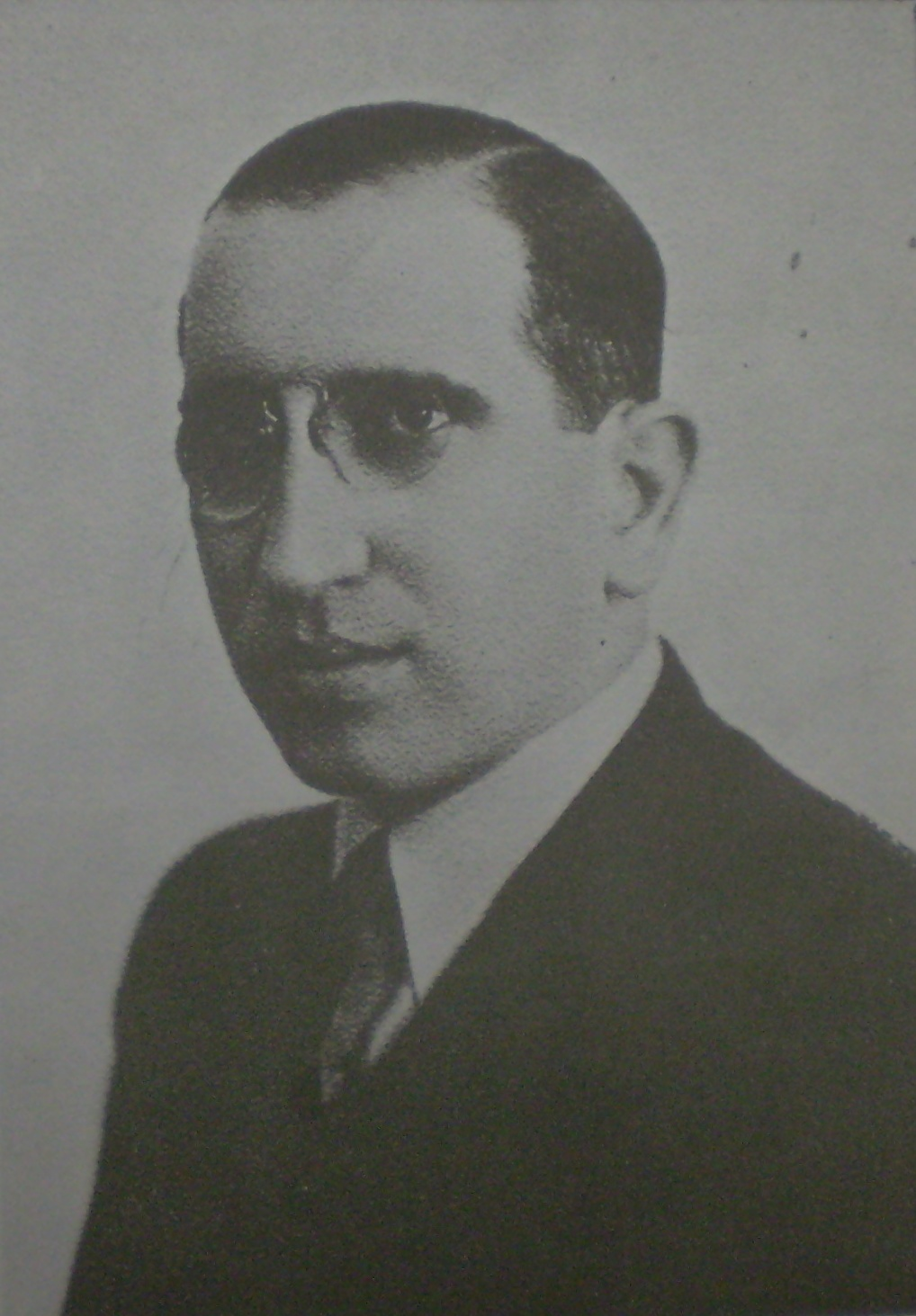
Ángel Borlenghi.

Ángel Borlenghi tuvo una destacada actuación como dirigente sindical entre los años 1930 y 1945. Ideológicamente Borlenghi adhería a las ideas socialistas y era un activo y destacado afiliado del Partido Socialista.
En los primeros años de la década de 1930 Borlenghi fue elegido secretario general de la Confederación de Empleados de Comercio, uno de los sindicatos más importantes del país. 
Desde ese cargo, estableció relaciones estrechas y formas de acción conjunta con otros sindicatos en actividades afines, como los de bancarios, seguros, viajantes de comercio y empleados de farmacias, para impulsar un amplio reclamo al Congreso Nacional para sancionar una ley de contrato de trabajo. Luego de una extensa lucha, el movimiento obtuvo la sanción de la ley 11.729 de contrato de trabajo en el sector servicios, la ley laboral más importante de la Argentina hasta 1974. Ese éxito lo colocó como uno de los dirigentes sindicales más importantes del país, junto con José Domenech y Francisco Pérez Leirós. 
Cuando en 1942, la CGT se dividió en CGT Nº1 y CGT N.º 2, Borlenghi integró el segundo grupo, junto con la mayoría de los sindicatos comunistas. En 1943 cuando se produjo el golpe de Estado que derrocó al gobierno  del Presidente Ramón S. Castillo, a pesar de que el gobierno militar había disuelto la CGT N.º 2 a la que pertenecía, Borlenghi condujo el grupo sindical que estableció contactos primero y una alianza después con un sector del ejército que simpatizaba con los reclamos obreros, conducido por el entonces coronel Juan Perón.
La alianza entre Perón y Borlenghi permitió simultáneamente ir sancionando históricas conquistas del movimiento obrero argentino (convenios colectivos, Estatuto del peón de campo, jubilaciones, etc.), aumentar el apoyo popular a la CGT y a Perón, e ir ocupando espacios de influencia en el gobierno.
En octubre de 1945, cuando Perón fue obligado a renunciar y luego detenido, Borlenghi y la CGT desempeñaron un rol importante en la organización de las movilizaciones obreras que culminarón con su liberación el 17 de octubre de 1945[cita requerida]. 
Ante la posición contraria a la candidatura de Perón del Partido Socialista, Borlenghi se separa del mismo y contribuye a organizar con los demás sindicatos el Partido Laborista que constituyó la base principal de apoyo de Perón para las elecciones del [24 de febrero de 1946, donde triunfó con el 54% de los votos. En el Partido Laborista Borlenghi era director del periódico oficial, El Laborista. Más adelante encabezaría el grupo partidario de su disolución para integrarse al Partido Peronista.

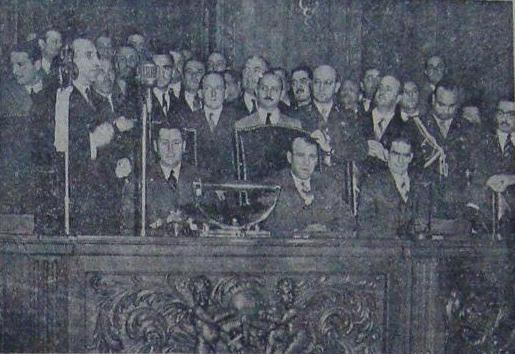
En discurso durante la asunción de José María Freire.

Una vez elegido, y como consecuencia de ese apoyo, Ángel Borlenghi fue nombrado por Perón como Ministro del Interior, segundo cargo político de importancia del gobierno, en el que se mantuvo casi hasta el final de su gobierno.
El 19 de agosto de 1948, mediante la Ley 13.229 del Congreso de la Nación, el Senado  el  proyecto  de  ley  de creación de la Universidad Obrera Nacional, con la firma del Presidente Juan Domingo Perón,  el  ministro  del  Interior,  Ángel  Borlenghi  y   el  secretario  de  Trabajo  José María Freire, mediante la ley se crea la Universidad Obrera Nacional (UON) como la Tercera Etapa de los Ciclos de Formación Técnica dependientes de la CNAOP. Su funcionamiento fue reglamentado por decreto del Poder Ejecutivo del 7 de octubre de 1952, siendo inaugurada el 17 de marzo de 1953.
Las primeras Facultades Regionales fueron Buenos Aires, Santa Fe, Rosario y Córdoba (dos años después se abrirían Mendoza, Bahía Blanca, La Plata, Tucumán y Avellaneda).

## Denuncias de torturas
Mientras fue ministro se produjeron violaciones de derechos humanos debido a la persecución de opositores -en especial de comunistas mediante la sección de la Policía Federal. El organismo más cuestionado fue la Sección Especial que funcionaba en la calle General Urquiza al lado de la comisaría 8.ª 
llevado a la Sección Especial era tener la seguridad de que sería picaneado o, por lo menos, maltratado, aunque había otros locales policiales en la Capital Federal y en la Provincia de Buenos Aires con parecida fama, y se sabía que en casi todas las brigadas y delegaciones de la Policía Federal menudeaban esas prácticas, tanto con los detenidos políticos como con los comunes" Entre los casos más conocidos se encuentran los del dirigente laborista Cipriano Reyes, las empleadas telefónicas que no estaban de acuerdo con la conducción oficial del sindicato, el estudiante Ernesto Mario Bravo secuestrado por la policía que casi muere en la tortura mientras estaba desaparecido y cuyo caso fue denunciado por el médico que lo atendió, primero en la Sección Especial y luego en una quinta adonde lo trasladaron. Cuando fue el "caso Bravo" el gobierno:

Negó la desaparición de Bravo, negó las torturas, denunció todo como una maniobra opositora y hasta el Consejo Superior del Partido Peronista insistió que el episodio entero había sido 'una confabulación con el propósito de subvertir el orden'. Y cuando la decisión judicial hizo innegable todo lo que se había negado, apretó los tornillos de los medios periodísticos para echar sobre el tema una espesa vaharada de desinformación y movió los magistrados necesarios para exculpar a los torturadores. Al defenderlos hizo suyas sus culpas, las endosó, lo que revela la tremenda insensibilidad que se había instalado en las estructuras oficiales. Maltratar a un ciudadano era perdonable, si por añadidura era un comunista, entonces era un servicio a premiar. "

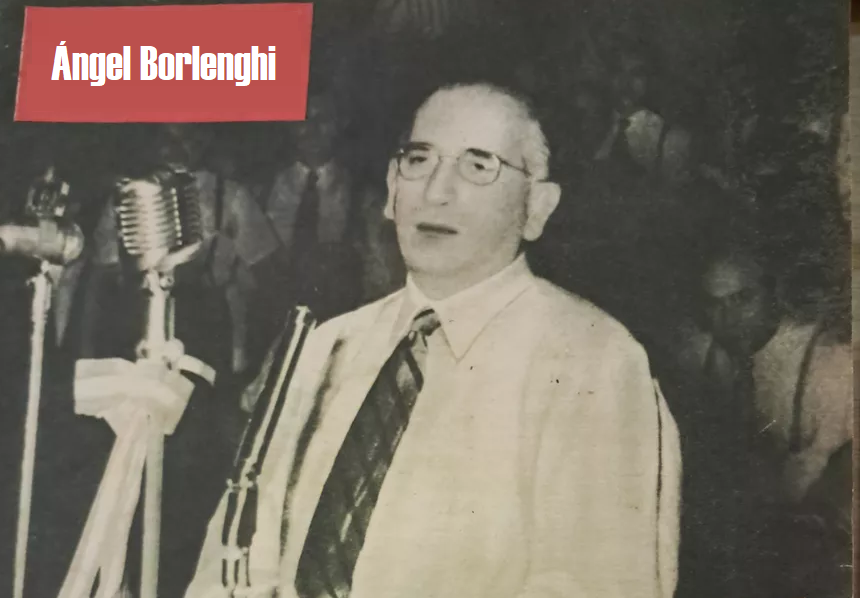
Ángel Borlenghi dando un discurso.

## La quema de la bandera y su renuncia
Cuando se acercaba el jueves 9 de junio de 1955 en que se celebraba la fiesta de Corpus Christi, la Iglesia en la esperanza de conseguir mayor número de concurrentes resolvió postergar la celebración para el sábado 11. Inmediatamente el gobierno dio un comunicado señalando que las autorizaciones para hacer las procesiones habían sido concedidas para el día 9 lo que no impidió que la concurrencia al acto religioso, estimada en unas 200.000 personas colmara la Catedral y ocupara la Plaza de Mayo adyacente. Al finalizar el acto religioso se formó una manifestación hacia el Congreso donde arriaron la bandera nacional y la reemplazaron por la bandera pontificia, apedrearon el edificio y arrancaron al grito de ¡Muera Eva Perón! dos placas de bronce colocadas en el frente. El mismo día 11 el gobierno acusó a los manifestantes, además de por los daños, de haber quemado una bandera argentina y se abrió una investigación judicial. Al día siguiente se repitieron los disturbios en la zona céntrica y en las cercanías de la Catedral, registrándose muchas detenciones. Una investigación en el Consejo Superior de las Fuerzas Armadas obtuvo el testimonio de integrantes de la Policía Federal que imputaban del hecho a sus propios compañeros por lo cual el organismo solicitó a Perón la separación del jefe de policía y la detención de Borlenghi pero al día siguiente de esa comunicación salió del país. Ya depuesto el gobierno el propio contraalmirante Alberto Teisaire -vicepresidente al tiempo del hecho- afirmó que la acción se había ejecutado no sólo con la autorización de Perón sino bajo su inspiración.
Desde aquel día no volvió a pisar suelo argentino. Gran parte de su exilio transcurrió en La Habana, donde se hospedó hasta 1961. Después, la España franquista le negó el ingreso por su militancia a favor de la república en la Guerra Civil, y más tarde murió en Roma.
En 1961 Borlenghi se entrevistó con el Che Guevara quien le expresó su admiración por Perón y su deseo de establecer una alianza entre el peronismo y la Revolución cubana.
Murió el 6 de agosto de 1962 en Roma, Italia. Sus restos fueron repatriados en 1996 y fueron sepultados en el Cementerio de la Chacarita.
En 2009 su viuda, Clara de Borlenghi (nacida el  15 de julio de 1910 y fallecida en diciembre de 2013), aún continuaba trabajando para el sindicato de comercio FAECyT.
En 2018 el exobispo de La Plata Héctor Aguer, uno de los más polémicos de la Iglesia Argentina durante un discurso en contra del proyecto de despenalización del aborto, cuestionó por televisión al segundo gobierno de Perón, debido a que según el obispo "estaba copado por la masonería", incluyendo entre ellos a Borlenghi.